# Ruồi mỏ quăm
Ruồi mỏ quăm (danh pháp hai phần: Glaucis dohrnii) là một loài chim trong họ Chim ruồi.